# 戈申 (新澤西州)
戈申（英語：Goshen）是位於美國新澤西州開普梅縣的普查規定居民點。

## 人口
根據2020年美國人口普查的數據，戈申的面積為4.53平方千米，當中陸地面積為4.52平方千米，而水域面積為0.01平方千米。當地共有人口400人，而人口密度為每平方千米88.3人。